# Hexatoma hirtithorax
Hexatoma hirtithorax är en tvåvingeart som beskrevs av Alexander 1936. Hexatoma hirtithorax ingår i släktet Hexatoma och familjen småharkrankar. Inga underarter finns listade i Catalogue of Life.